# Faktorregel
Die Faktorregel ist in der Analysis eine der Grundregeln der Differentialrechnung und besagt, dass ein konstanter Faktor beim Differenzieren erhalten bleibt. Sie folgt direkt aus der Definition der Ableitung, kann aber auch als Spezialfall der Produktregel aufgefasst werden.

## Regel
Ist die Funktion {\displaystyle u} an der Stelle {\displaystyle x_{0}} differenzierbar und {\displaystyle k} eine reelle Zahl, so ist auch die Funktion {\displaystyle f} mit 
{\displaystyle f(x)=k\cdot u(x)}
an der Stelle {\displaystyle x_{0}} differenzierbar, und es gilt
{\displaystyle f'(x_{0})=k\cdot u'(x_{0})\,.}

## Beispiel
Die Funktion {\displaystyle \ u(x)=x^{2}} hat die Ableitungsfunktion {\displaystyle \ u'(x)=2x}.
Dann folgt aus der Faktorregel, dass die Funktion {\displaystyle \ f(x)=5\cdot u(x)=5\cdot x^{2}} die Ableitungsfunktion {\displaystyle f'(x)=5\cdot u'(x)=5\cdot 2x=10x} besitzt.

## Beweis
Ist {\displaystyle u(x)} bei {\displaystyle x_{0}} differenzierbar, so konvergiert {\textstyle {\frac {u(x)-u(x_{0})}{x-x_{0}}}} für {\displaystyle x\to x_{0}} gegen {\displaystyle u'(x_{0})}. Nach den Grenzwertsätzen konvergiert dann aber auch {\textstyle k\cdot {\frac {u(x)-u(x_{0})}{x-x_{0}}}} für {\displaystyle x\to x_{0}}, und zwar gegen {\displaystyle k\cdot u'(x_{0})}. Damit folgt     
{\displaystyle \lim _{x\to x_{0}}{\frac {f(x)-f(x_{0})}{x-x_{0}}}=\lim _{x\to x_{0}}{\frac {k\cdot u(x)-k\cdot u(x_{0})}{x-x_{0}}}=\lim _{x\to x_{0}}k\cdot {\frac {u(x)-u(x_{0})}{x-x_{0}}}=k\cdot u'(x_{0}).}